# Mietervereinigung Österreichs

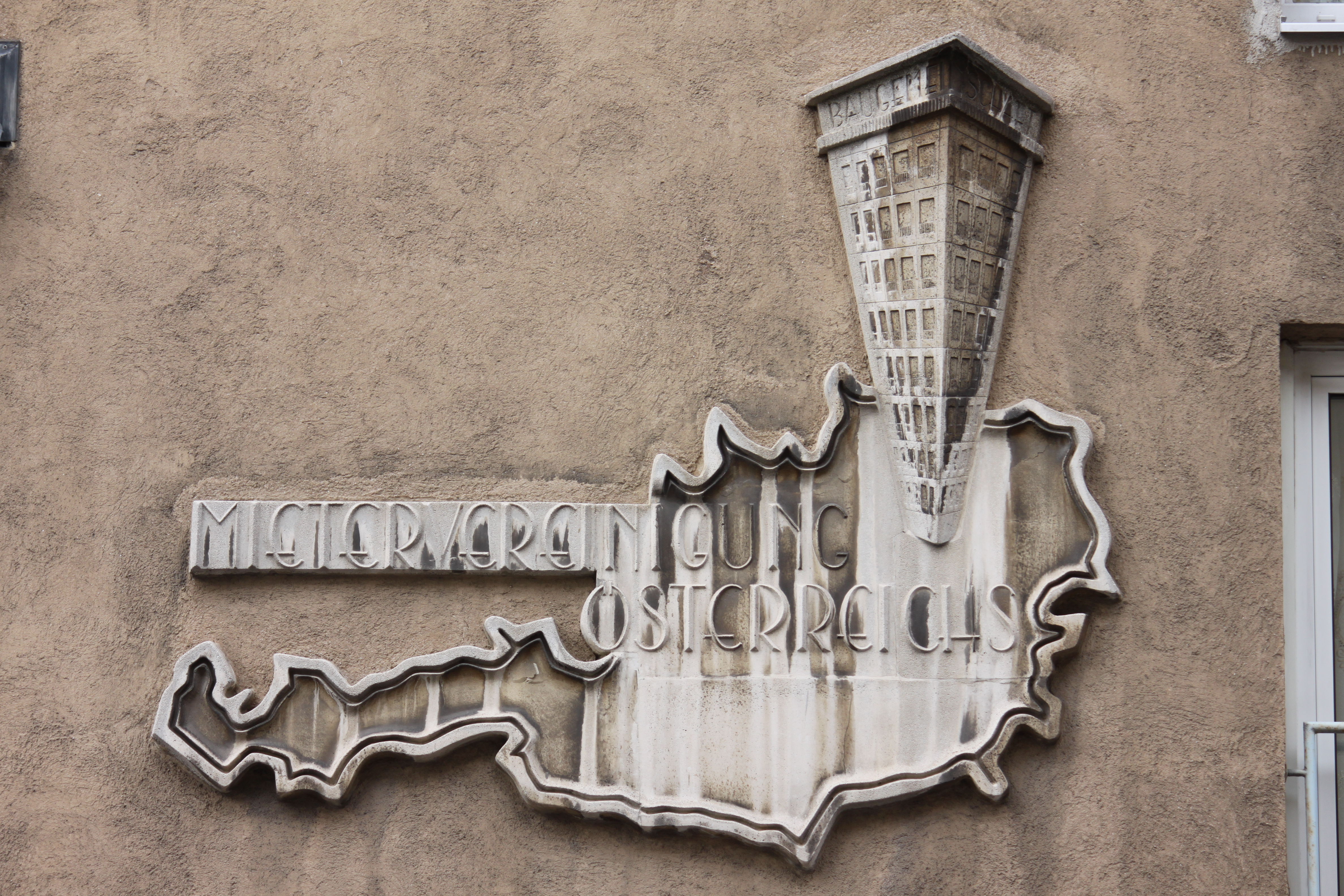
Logo der Mietervereinigung Österreichs an einer Wohnhausanlage in Wien-Brigittenau

Die Mietervereinigung Österreichs (MVÖ) ist ein österreichischer Verein, der es sich zum Ziel gesetzt hat, an der Verbesserung der Wohnverhältnisse der Menschen mitzuwirken und sich dafür sowohl allgemein politisch als auch im konkreten Einzelfall einzusetzen. Außerdem wird Rechtsberatung und Rechtsvertretung angeboten. Die Mietervereinigung gilt als SPÖ-nah.
Die Vereinigung ist die Dachorganisation der in jedem Bundesland vertretenen Landesorganisationen. Weiter ist sie Gründungsmitglied der International Union of Tenants. Sitz des Vereins ist Wien.
Die MVÖ beschäftigt mit Stand 2008 österreichweit 61 Angestellte, daneben engagieren sich 230 ehrenamtliche Funktionäre. 
Präsident ist seit 29. März 2008 Georg Niedermühlbichler.

## Geschichte
Bis 1917 hatte die freie Marktwirtschaft den österreichischen Wohnungsmarkt fest im Griff. Kündigungen konnten ohne Angabe von Gründen jederzeit erfolgen und der Mietzins wurde willkürlich festgesetzt. Die Mehrheit der Wiener Bevölkerung lebte in Kleinwohnungen (Zimmer, Küche, manchmal mit Kabinett), wobei in der Regel die Haushalte sechs und mehr Personen zählten. Es war auch die Zeit der sogenannten „Bettgeher“. In den Arbeiterfamilien hatte 58 % der Menschen kein eigenes Bett. 
Noch 1917 hatten 92 % der Wiener Wohnungen kein eigenes Klosett und 95 % keine eigene Wasserleitung. Wien galt nach Budapest damals als die Stadt der Tuberkulose.
Diese elenden Rahmenbedingungen waren die Basis für die Entstehung einer Mieterbewegung, die am 25. Februar 1911 in der Gründung der Mietervereinigung Österreichs mündete, die damals noch „Allgemeiner Mieterverein“ hieß.
Ziel der Organisation war es von Anfang an, eine allgemeine Verbesserung der Wohnverhältnisse herbeizuführen – eine umfangreiche Aufgabe, wenn man sich die Ausgangssituation vor Augen führt. Rasch wuchs die Zahl der Mitglieder zunächst auf 77.000 und sodann bis 1934 auf 381.000.
Im Zuge des Ersten Weltkrieges kam es zu einer allgemeinen Erhöhung der Bedarfsartikel. Diese Steigerungen drohten sich in einer entsprechenden Erhöhung der Mietzinse niederzuschlagen und erließ daher die damalige kaiserliche Regierung auf Basis des kriegswirtschaftlichen Ermächtigungsgesetzes am 26. Juni 1917 sowie am 20. Juni 1918 die ersten Mieterschutzverordnungen. Diese führten zum Einfrieren der damaligen Mieten und zur sogenannten Friedenskrone. Eine infolge am 26. Oktober 1918 erlassene Verordnung regelte in Ansätzen sodann auch bestandrechtliche Bestimmungen. Während die ersten zwei Verordnungen befristet waren, galt diese nun unbefristet und verstärkte vor allem den Kündigungsschutz.
Die politischen Entwicklungen führten nach dem Ersten Weltkrieg zu einer Neustrukturierung der Mietervereinigung, die in dieser Zeit (1921) auch ihren noch heute gültigen Namen bekam: Mietervereinigung Österreichs – MVÖ. 
Als 1922 schließlich das Mietengesetz beschlossen wurde, war eine erste große Etappe zur Verbesserung der Wohnverhältnisse erfolgreich beendet worden. Diesem waren Mieterdemonstrationen sowie das engagierte Eintreten der MVÖ-Vorstandsmitglieder Felix Kössler, Rechtsanwalt in Wien, und Robert Danneberg vorausgegangen. 
Diese hatten einen Einwurf erarbeitet, der allen Parlamentsfraktionen übermittelt worden war. Robert Danneberg, damals auch Nationalratsabgeordneter, brachte diesen Entwurf in der Folge im Parlament ein und mündete er in dem am 7. Dezember 1922 in Kraft getretenen Mietengesetz (MG). 
Der Mieter, die Vereinszeitung, berichtete im Jänner 1923: „Das neue Mietengesetz verbürgt für alle Zeiten die Rechte der Mieter und ist wohl das beste Mietengesetz in Europa.“
Erstmals wurde der Kündigungsschutz eingeführt und Mietervertreter erhielten das Recht der Einsichtnahme in Abrechnungen der Hausherren. 
1931 war die Zahl der Mitglieder auf stolze 256.244 angewachsen. Die Stärke der Mietervereinigung durch die große Anhängerschar brachte die Regierung in Bedrängnis. Doch die politischen Entwicklungen jener Zeit beendeten diesen rasanten Anstieg. Der Verein wurde aufgelöst.
Das beschlagnahmte Vermögen wurde in der Folge dem vaterländischen Mieterbund übertragen, denn schon damals gab es mehr als eine Mieterbewegung in Österreich.

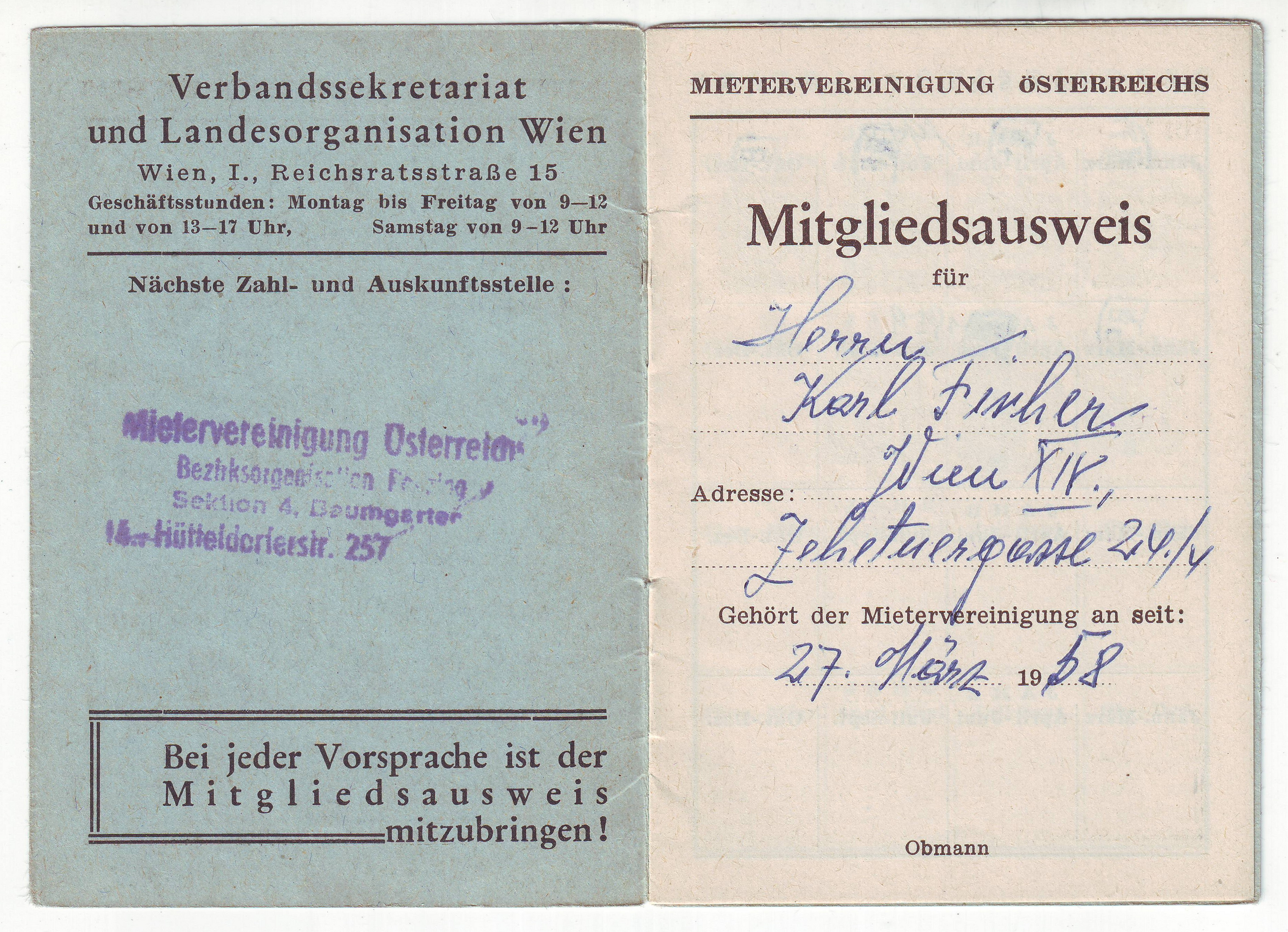
Mietervereinigung Österreichs, Mitgliedsausweis für Karl Fischer, 27. März 1958

Am 11. September 1945 wurde der Mietervereinigung die Wiederaufnahme ihrer Vereinstätigkeit genehmigt und begann damit eine Zeit, in der die ständige Verbesserung der Wohnungssituation in Österreich eng mit der Arbeit der Mietervereinigung verknüpft war. Ihr Hauptziel, nämlich „eine allgemeine Besserung der Wohnverhältnisse herbeizuführen sowie die berechtigten Interessen der Mieter, Wohnungseigentümer und aller anderen Nutzungsberechtigten an Wohnungen, Geschäftslokalen und sonstigen Objekten im Allgemeinen sowie jener ihrer Mitglieder besonders zu wahren und zu fördern“, blieb in den Vereinsstatuten seit 1911 nahezu unverändert.
Der europaweit einzigartige Mieterschutz in Österreich basiert seit dem Mietengesetz auf den zwei Säulen Kündigungsschutz und Preisschutz und einer dahinter stehenden volkswirtschaftlichen Überlegung.
Der Wohnungsaufwand vor dem Ersten Weltkrieg betrug 25 % des Lohnes eines Arbeiters für eine Ein-Zimmer-Küche-Wohnung niedrigsten Standards. Im Jahr 1929 war dieser Anteil auf einen Schnitt von 2 % gedrückt worden. Aus Sicht der Regierenden war der Fortbestand des Mieterschutzes in seiner damaligen Ausprägung daher der Garant für volkswirtschaftliches Wachstum und eine wirtschaftliche Verbesserung breiter Bevölkerungsschichten – eine Sichtweise, die sich bis Anfang der 1990er Jahre gehalten hatte.
Erst mit Einführung der Richtwertmiete und dem Lagezuschlag fand eine völlige Abkehr von diesem Grundgedanken statt, was sich jetzt allerdings bereits in stark steigenden Kostenbelastungen im Bereich Wohnen widerspiegelt. Hauptzielrichtung der politischen Arbeit der Mietervereinigung ist es daher die Leistbarkeit des Wohnens zu sichern, insbesondere gesetzliche Reformen zur Mietzinsbildung als auch den Wohnnebenkosten zu erwirken.